# Archaeornithomimus
Archaeornithomimus (gr."Antiguo imitador de ave") es un género con dos especies conocidas de dinosaurios terópodos ornitomímidos, que vivieron a finales del período Cretácico, hace aproximadamente 80 millones de años, en el Campaniense, en lo que hoy es Asia.

## Descripción

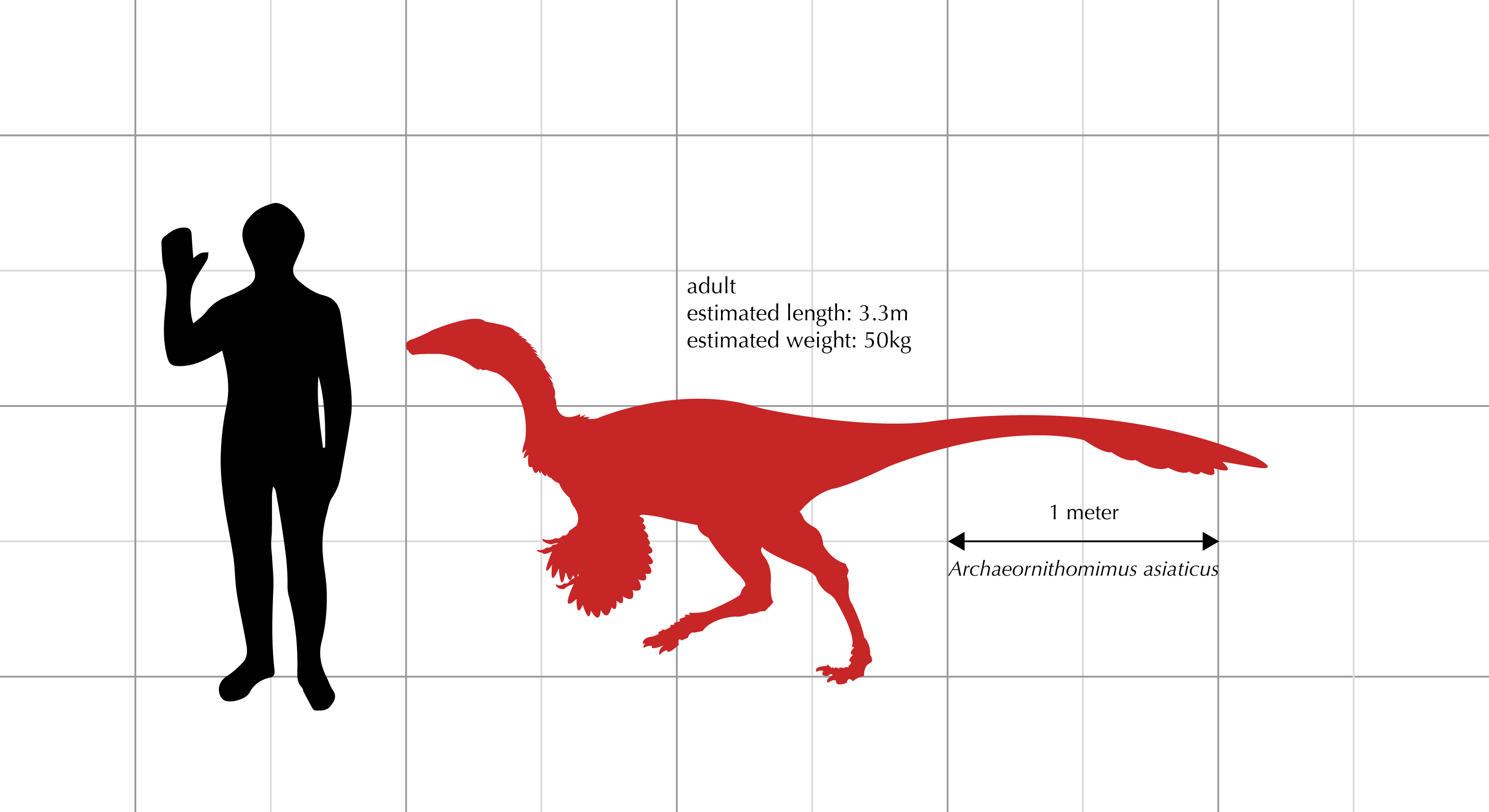
Tamaño comparativo de un humano con un Archaeornithomimus asiaticus

Como otros ornitomímidos, el arceornitomimo fue probablemente un omnívoro, comiendo gran variedad de su alrededor como pequeños mamíferos, plantas, frutas, huevos y hasta crías de otros dinosaurios. Sin embargo, algunos científicos sugieren que no hay suficiente evidencia o material fósil para clasificar a este dinosaurio en un grupo o familia. El arqueornitomimo midió cerca de 3,3 metros de longitud, 1,8 de altura y no más de 50 kilogramos de peso. En un estudio de 2001 realizado por Bruce Rothschild y otros paleontólogos, 229 huesos del pie que se asignan a Archaeornithomimus fueron examinadas para detectar signos de fractura por estrés, pero no se encontraron.

## Descubrimiento e investigación

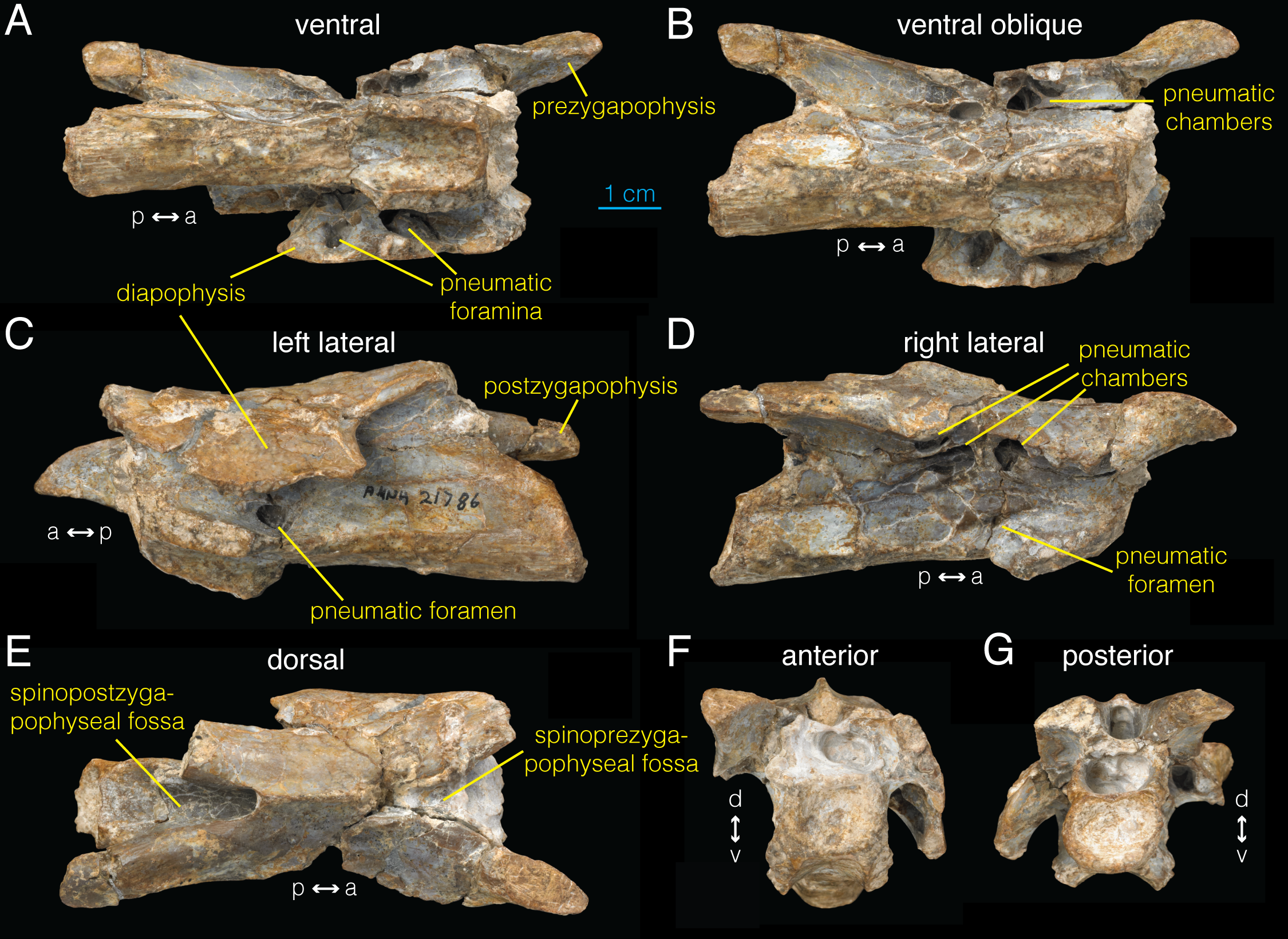
Vértebra cervical de Archaeornithomimus asiaticus en múltiples vistas.

En 1923, durante la expedición del Museo Americano de Historia Natural de Roy Chapman Andrews en Mongolia Interior, Peter Kaisen descubrió numerosos restos de terópodos en tres canteras. Estos fueron nombrados y poco descrita por Charles Whitney Gilmore en 1933 como una nueva especie de Ornithomimus. La especie tipo fue nombrada por Dale Russel en 1972, a partir de restos fragmentarios encontrados en la Formación Iren Dabasu de Mongolia que previamente fueron llamados Ornithomimus asiaticus por Gilmore en 1933, luego de un estudio que demostrara que ambas formas no eran sinónimos. El nombre genérico combina a Ornithomimus con el vocablo en griego ἀρχαῖος (archaios), "antiguo", porque Russell creyó erróneamente que el Archaeornithomimus que se encontró en capas datadas en el Cenomaniense-Turoniense, de unos 95 millones de años, lo que lo hacía uno de los más antiguos ornitomímidos conocidos en el momento. Gilmore no asignó un espécimen holotúrido, por lo que en 1990 David Smith y Peter Galton en la primera descripción a fondo de los fósiles, eligieron al espécimen AMNH 6565, un pie, como lectotipo. Los fósiles fueron encontrados en la Formación Iren Dabasu, que actualmente se considera que data del Campaniense-Maastrichtiense. Se componen en gran parte de los restos desarticulados de varios individuos. El material del cráneo y la mandíbula inferior es insuficiente.

## Clasificación

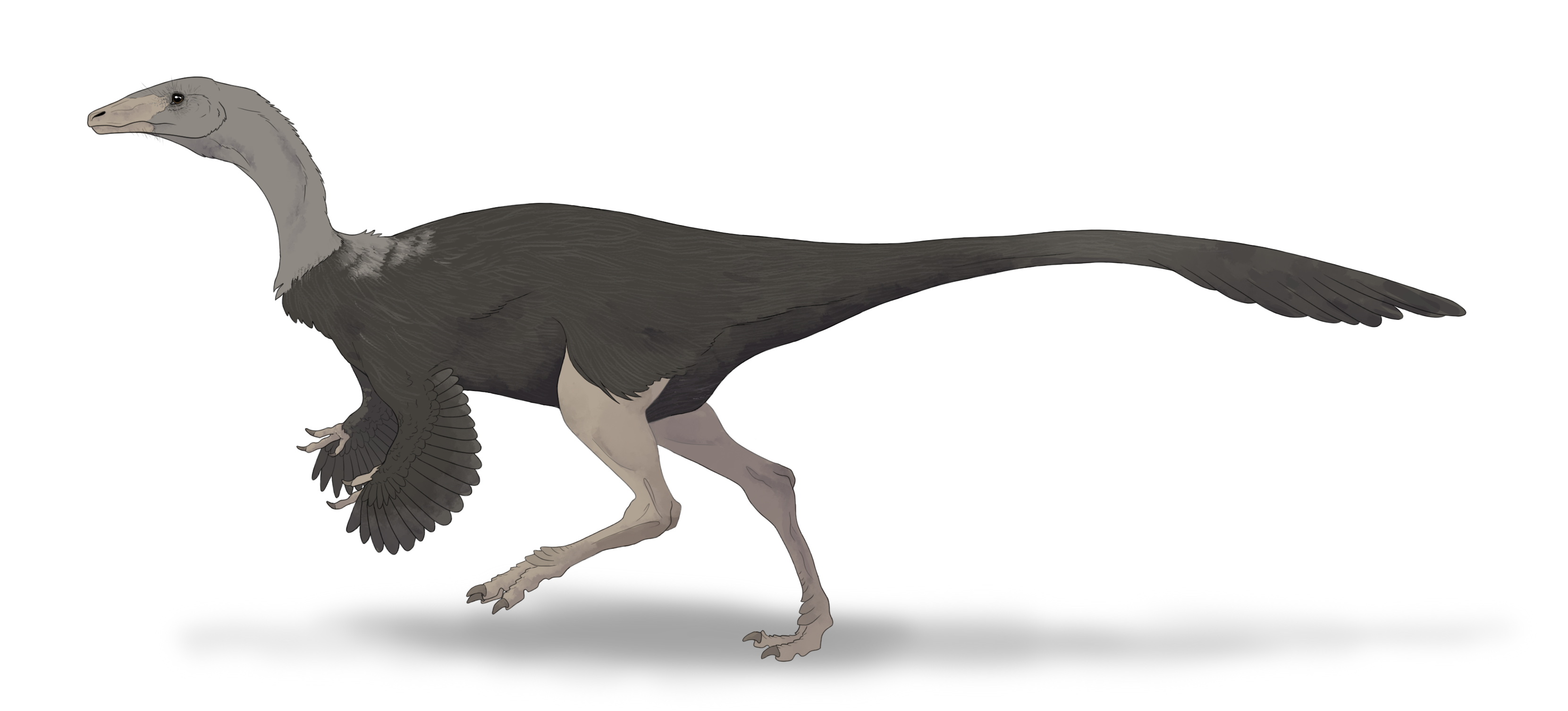
Recreación en vida de Archaeornithomimus asiaticus.

Russell asignó a Archaeornithomimus a la familia Ornithomimidae. Recientes análisis cladísticos, o bien confirman esto o colocan la especie fuera de la Ornithomimidae, basal en la Ornithomimosauria.
Los huesos del pie que se encuentran en la Formación Arundel del Cretácico inferior de Maryland que habían sido remitidos en un principio por Othniel Charles Marsh a Allosaurus medius. En 1911 Richard Swann Lull llamó a esto como una nueva especie de Dryosaurus, D grandis. En 1920 Gilmore los uso para darle nombre a una nueva especie de Ornithomimus. Como Ornithomimus grandis ya existía, acuñó un nuevo nombre de la especie Ornithomimus affinis. En 1972 Russell, a pesar del hecho de que la nueva combinación correcta debería haber sido A. grandis, los retitularon una segunda especie de Archaeornithomimus como A. affinis. En 1990 Smith y Galton concluyeron que los restos no eran de un ornitomimosauriano sino de algún terópodo pequeño.
Una tercera especie, A. bissektensis fue nombrada por Nessov en 1995 proveniente de la Formación Bissekty, en Uzbekistán, se trata de un juvenil datado en el Turoniense-Coniaciense. Hoy se ha postulado que probablemente no pertenezca a este género.